# Potua morbillosa
Potua morbillosa är en insektsart som först beskrevs av Walker, F. 1871.  Potua morbillosa ingår i släktet Potua och familjen torngräshoppor. Inga underarter finns listade i Catalogue of Life.